# Beloit Vandtårn
Beloit Vandtårn er et historisk oktogonalt vandtårn bygget af kalksten i 1889. Tårnet er beliggende i Beloit, Wisconsin, USA.
Tårnet blev bygget af en sammenslutning af lokale forretningsfolk for at efterkomme byens vandforsyningsbehov. Da det kom til at levere vand til 25.000 forbrugere, blev det i 1935 efterladt til fordel for det nærliggende stålvandtårn, der lige var blevet opført, og som havde den dobbelte kapacitet. På grund af omkostningerne ved at nedrive tårnet, fik det lov at blive stående.
Bygningen, der er opført ved en skrænt ud til Rock River lige nord for Beloit Colleges campus, havde oprindeligt en vandtank lavet af cypres med kapacitet til 100.000 gallon (378,5 m3) og kunne levere tryk til syv mil rør.
En Beloit Daily News-artikel i 1935 fortalte, at det "engang blev betragtet som det bedste stykke murværk i vesten". Det blev listet hos National Register of Historic Places i 1983. Shingle Style-pumpehuset ved foden af skrænten tjener nu som Beloit Visitor Center.